# أرش بروينلش
أرش بروينلش (بالألمانية: Erich Bräunlich) (1892 - 1945 م) هو مستشرق ألماني متخصص في الشعر الجاهلي واللغة العربية وحياة البدو .
من مؤلفاته:
- «بسطان بن قيس، أمير وبطل بدوي في العصر الجاهلي»، ليبتسك 1923.
- «البدو» ج1 (ليبتسك. سنة 1939) بالتعاون مع أوبنهيم وكاشل.[1]